# Conus tasmanicus
Conus tasmanicus é uma espécie de gastrópode do gênero Conus, pertencente à família Conidae.